# آرنه هيلتنس
آرنه هيلتنس هو سياسي نرويجي، ولد في 9 أغسطس 1963 في كريستيانساند في النرويج. نشط حزبياً في حزب المحافظين.

## وصلات خارجية
- آرنه هيلتنس على موقع IMDb (الإنجليزية)
- آرنه هيلتنس على موقع ميوزك برينز (الإنجليزية)